# Ess (spelkort)

Spader ess

Ess eller äss är en av tretton valörer i en standardkortlek. Från början var esset endast en etta men någon gång tillkom regeln att i vissa kortspel räkna esset som högre än alla andra valörer. Ess räknas, tillsammans med knekt, dam och kung, till honnörskorten. 

## Etymologi
Ordet kommer ursprungligen från latinets as som betyder "en enhet", efter ett romerskt mynt. Från början syftade det på ettan på en tärning.